# Muñoveros
Muñoveros település Spanyolországban, Segovia tartományban. Muñoveros Puebla de Pedraza, Valdevacas y Guijar, Caballar, Turégano, Veganzones és Cabezuela községekkel határos. Lakosainak száma 145 fő (2024).

## Népesség
A település népessége az elmúlt években az alábbi módon változott:
| Lakosok száma | 199  | 197  | 213  | 208  | 191  | 165  | 160  | 145  | 127  | 145  |
|               | 2001 | 2004 | 2007 | 2009 | 2012 | 2014 | 2017 | 2019 | 2022 | 2024 |